# Mischocyttarus maculipennis
Mischocyttarus maculipennis är en getingart som beskrevs av Cooper 1998. Mischocyttarus maculipennis ingår i släktet Mischocyttarus och familjen getingar. Inga underarter finns listade i Catalogue of Life.